# Parafia Świętych Apostołów Piotra i Pawła w Strzegomiu
Parafia Świętych Apostołów Piotra i Pawła – rzymskokatolicka parafia znajdująca się w Strzegomiu. Parafia należy do dekanatu strzegomskiego w diecezji świdnickiej. Została erygowana w XVI wieku. 

## Historia
Joannici do Strzegomia przybyli w 1180 roku. Ich prawo do kościoła św. Piotra i pawła w Strzegomu zostały potwierdzone dokumentem z 1203 roku wydanym przez księcia Henryka I Brodatego i biskupa Cypriana.  
Gotycki kościół pochodzi z XIV wieku. W XVI wieku przejęli go ewangelicy. Udało się go odzyskać katolikom podczas wojny trzydziestoletniej, jednak w 1632 roku został on ponownie zajęty przez ewangelików. Użytkowano go wspólnie. Katolicy, którzy byli w mniejszości modlili się w zakrystii, a ewangelicy w kościele. Sąd królewski w latach 1629–1631 przyznał ponownie prawo patronatu nad parafią  joannitom. Decydowali oni o mianowaniu proboszcza i jego uposażeniu. Decyzją komtura duszpasterstwo w XVII wieku objęli karmelici. Od 1810 roku kościół zostaje miejskim kościołem parafialnym. Wpisany do rejestru zabytków 29 marca 1949 roku. 

## Proboszczowie
- ks. Ks. Jan Potepa (1957–1968)[3]
- ks. Stanisław Siwiec (1968–2006)[3]
- ks. prałat Marek Babuśka (2006–  )